# Xavier Bettel
Xavier Bettel, luksemburški politik, * 3. marec 1973, Luxembourg. 
Bettel je bil med letoma 2013 in 2023 predsednik vlade Velikega vojvodstva Luksemburga. 17. novembra je postal zunanji minister in podpredsednik vlade.

## Mladost in izobraževanje
Bettel se je rodil 3. marca 1973 v mestu Luksemburg očetu vinarju Claudeu Bettlu in mami Anieli, Francozinji ruskega porekla, vnukinji skladatelja Sergeja Rahmaninova. Srednjo šolo je obiskoval na Lycée Hélène Boucher v francoskem mestu Thionville, kjer je magistriral iz javnega in evropskega prava, na Univerzi Nancy 2 pa še iz politologije in javnega prava. Kasneje je študiral tudi pomorsko in tudi kanonsko pravo na Univerzi Aristotel v Solunu v Grčiji. Leta 2017 je na Univerzi Sacred Heart v Luksemburgu prejel častni doktorat.

## Politika

### Lokalna politika
Na volitvah leta 1999 je bil Bettel izvoljen v občinski svet mesta Luksembourg. Dve leti po izvolitvi v lokalni svet, 12. julija 2001, je pridobil naziv odvetnik. 28. novembra 2005 je bil Bettel imenovan za échevina (alderman) v svetu mesta Luksemburg. Po občinskih volitvah leta 2011 je 24. novembra 2011 prisegel kot župan Luksemburga. Odstopil je s položaja vodje DP v poslanski zbornici, ki ga je opravljal od leta 2009.

### Državna politika
Bettel je leta 1999 kandidiral za mesto poslanski zbornici. Po glasovih je znotraj strankarske liste zasedel deseto mesto, v parlament pa se je prebilo sedem kandidatov. Ker sta bili poslanki Lydie Polfer in Anne Brasseur kasneje imenovani za članici luksemburške vlade, Colette Flesch pa za poslanko v Evropskem parlamentu, je Bettel 12. avgusta 1999 zasedel mesto nadomestnega poslanca.

### Predsednik vlade
Leta 2013 je Bettel prevzel vodenje Demokratične stranke, na volitvah istega leta pa je stranko popeljal na tretje mesto. Veliki vojvoda Henri ga je 25. oktobra imenoval za mandatarja naslednje vlade. Funkcijo predsednika vlade je prevzel 4. decembra 2013 ter tako nasledil Jeana-Claudea Junckerja. V vladni koaliciji Demokratske stranke, Luksemburške socialistične delavske stranke in Zelenih zaseda funkcije državnega ministra, ministra za komunikacije in medije ter ministra za verske zadeve.
Na naslednjih volitvah, ki so potekale 14. oktobra 2018, je Bettel s stranko zasedel drugo mesto, kljub temu da so izgubili eno poslansko mesto. Koalicijo so še vedno sestavljale Demokratska, socialistična-delavska ter zelena stranka. Med vidnejšimi odločitvami druge Bettlove vlade je uvedba brezplačnega javnega prevoza v celotnem Luksemburgu. Kot predsednik vlade je Xavier Bettel večkrat obiskal Slovenijo.

### Zunanji minister
Na volitvah leta 2023 je Bettlova koalicija izgubila. Nastala je nova koalicijska vlada med CSV in DP. Novi luksemburški premier je postal Luc Frieden, Bettel pa je skladno s koalicijsko pogodbo 17. novembra 2023 postal zunanji minister in podpredsednik vlade.

## Zasebno
Bettel je od leta 2015 poročen z Gauthierjem Destenayem. Je prvi homoseksualen premier Luksemburga in tretji na svetu, ki je to javno potrdil. Prva je bila islandska premierka Jóhanna Sigurðardóttir (2009–2013), drugi pa belgijski premier Elio Di Rupo (2011–2014).